# Neoclinus chihiroe
Espèce
Statut de conservation UICN

 LC  : Préoccupation mineure
Neoclinus chihiroe est une espèce de poissons de la famille des Chaenopsidae. Elle est présente dans le Pacifique Ouest, le long des côtes du Japon.